# Facultad de Ciencias Jurídicas, Políticas, Sociales y Relaciones Internacionales (Universidad Autónoma Gabriel René Moreno)
La Facultad de Ciencias Jurídicas, Políticas, Sociales y Relaciones Internacionales de la Universidad Autónoma Gabriel René Moreno, se encuentra ubicada en la ciudad de Santa Cruz de la Sierra, Bolivia, es una unidad académica fundada en 1879, que desarrolla el servicio público de la educación de pregrado y posgrado a través de su Unidad de Postgrado, en el campo jurídico, político, social y de relaciones internacionales, con criterios de excelencia académica y responsabilidad social. 

## Historia
La Facultad de Ciencias Jurídicas fue la primera Facultad en crearse junto con la Universidad Cruceña, es decir el 15 de diciembre de 1879 y en aquel entonces solo contaba con la carrera de Derecho.
A la fecha, la Facultad cuenta con tres carreras más: La de Ciencias Políticas y Administración Pública que se fundó mediante una resolución ICU del 13 de agosto de 1992, la carrera de Trabajo Social que fue fundada el 15 de junio de 1994 y la de Relaciones Internacionales.

## Programas
Pregrado
- Derecho
- Ciencia política y administración pública
- Relaciones internacionales
- Trabajo social

Maestría
- Derecho financiero y tributario
- Derecho administrativo y procedimientos Especiales
- Trabajo Social y Planificación Estratégica
- Política y gestión pública
- Derecho civil y procesal Civil
- Derecho Penal y procesal Penal
- Derecho constitucional y Derechos Fundamentales

Especialidad
- Derecho aduanero y Procedimental
- Ciencias Jurídicas y Políticas Aplicadas al Periodismo

Diplomados
- Programas de Formación Continua
- Derecho procesal civil
- Derecho procesal penal
- Política y Gestión Pública
- Desarrollo social
- Extranjería y Migración
- Seguridad Pública y Protección Ciudadana
- Derechos Fundamentales e Interpretación Constitucional
- Conciliación y Arbitraje
- Criminología y Clínica Forense
- Política Comunicacional